# Оковцы
Око́вцы — деревня в Селижаровском муниципальном округе Тверской области.

## География
Расположена в 24 км к югу от Селижарово на реке ПырошняВ названии деревни, возможно, сохранилась память о древнем Оковском лесе.
Недалеко от села находятся памятники природы: Ботвинский мох, родники «ОкОвецкий», «Святой ключ», озёра Ботвинское, Ботвинская гряда, ОкОвецкие ворота, старовозрастной ельник у деревни Пруды (который уже давно вырублен)История
Церковь Смоленской Богоматери Одигитрии в селе Оковцы сооружена на месте, на котором, согласно преданию, в 1539 г. произошло чудесное явление местным жителям двух чудотворных икон: Животворящего Креста Господня и Пресвятой Богородицы Одигитрии. В январе 1540 г. иконы были привезены в Москву, где находились до июля. Затем они были возвращены в Оковцы, где на месте их явления были выстроены две небольших деревянных церкви.
Строительство каменной церкви во имя Смоленской иконы Божией Матери Одигитрии в Оковцах на месте старых деревянных церквей началось в 1750 г. Руководил постройкой каменных дел мастер Иван Семенов Мосягин из Осташкова, который также построил ряд зданий в Ниловой Пустыни. Вначале был выстроен храм с характерной для того времени композицией "восьмерик на двусветном четверике". С запада к нему примыкала трапезная церковь. В 1755-56 гг. над входом в церковь построили небольшую звонницу. В 1767-70 гг. с южной стороны церкви устроили придел. В XIX - начале XX века храм был значительно перестроен. В 1874 г. вместо первоначальной возвели новую обширную трапезную церковь.
В середине XIX века Оковцы относилась к одноимённому приходу и волости Осташковского уезда. В 1859 году в деревне было 28 дворов и 181 житель, в 1889 — 44 двора, 225 жителей, земская школа; промыслы: лесной (пилка, рубка дров, сплав леса), отхожие — плотники, молотобойцы в Псковской и Новгородской губернии.
Во 2-й половине XIX века Оковцы являлось крупным торговым селом, 7 раз в год устраивались ярмарки.
После установления советской власти Оковцы в 1918 — марте 1924 годов являлись центром одноимённой волости, в 1925 году стало центром одноимённого сельсовета Киселевской волости Осташковского уезда.
В 1919 году в Оковцах насчитывалось 50 дворов и 274 жителя. В 1960 году в состав Оковецкого сельсовета вошел Хитецкий сельсовет.
С 2005 года село являлось административным центром Оковецкого сельского поселения, с 2020 года — в составе Селижаровского муниципального округа.

## Население
| 1859 | 1889 | 1919 | 1997 | 2002 | 2010 |
| ---- | ---- | ---- | ---- | ---- | ---- |
| 175  | ↗225 | ↗274 | ↗407 | ↘349 | ↘293 |

## Инфраструктура
В селе имеются Оковецкая средняя общеобразовательная школа, офис врача общей практики, дом культуры, отделение почтовой связи.

## Достопримечательности
В селе расположена Церковь Смоленской иконы Божией Матери "Одигитрия" (1756), в 2 км от села находится Спасо-Преображенский скит с храмом-часовней Смоленской иконы Божией Матери "Одигитрия" (2002).